# レニ・リーフェンシュタール
レニ・リーフェンシュタール（ドイツ語: Leni Riefenstahl）ことベルタ・ヘレーネ・アマーリエ・リーフェンシュタール（ドイツ語: Berta Helene Amalie Riefenstahl、1902年8月22日 - 2003年9月8日）は、ドイツの映画監督、写真家、女優。世界最年長のスクーバダイバーでもあった。近年ではレニを「レーニ」と表記する例も見られる。

## 人物
国家社会主義ドイツ労働者党政権下のナチス・ドイツで製作されたリーフェンシュタールの映画作品、とりわけベルリンオリンピックの記録映画『オリンピア』と1934年のナチス党大会の記録映画『意志の勝利』がナチによる独裁を正当化し、国威を発揚させるプロパガンダ映画として機能したという理由から、戦後はナチスの協力者として長らく非難、黙殺され続けた。1970年代以降、アフリカのヌバ族を撮影した写真集と水中撮影写真集で、戦前の監督作品も含めて再評価の動きも強まったが、ナチス協力者のイメージは最後まで払拭されなかった。

## 来歴

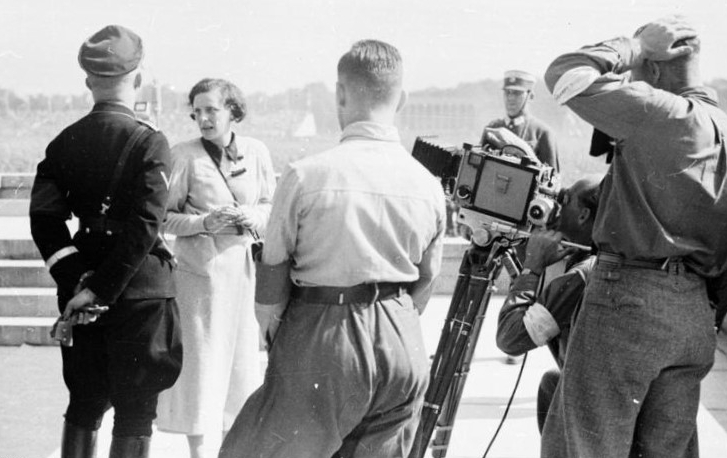
『意志の勝利』撮影中のリーフェンシュタール。左端はハインリヒ・ヒムラー（1934年）。

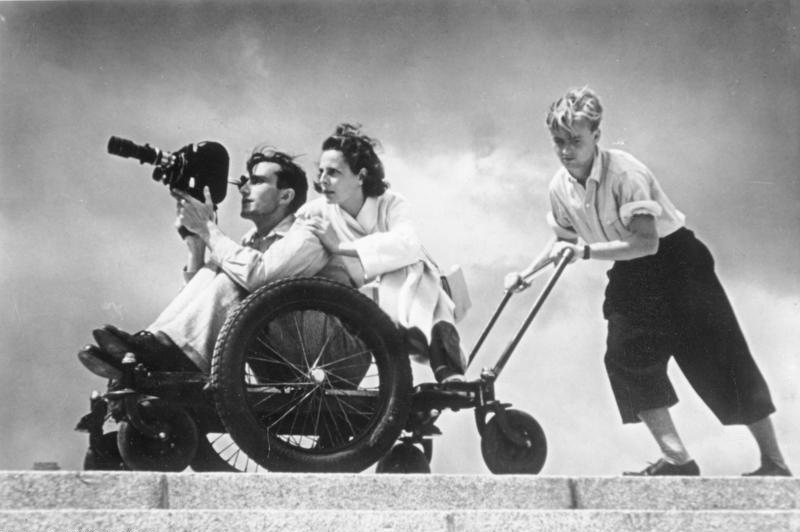
移動カメラで撮影するリーフェンシュタール（1936年）。

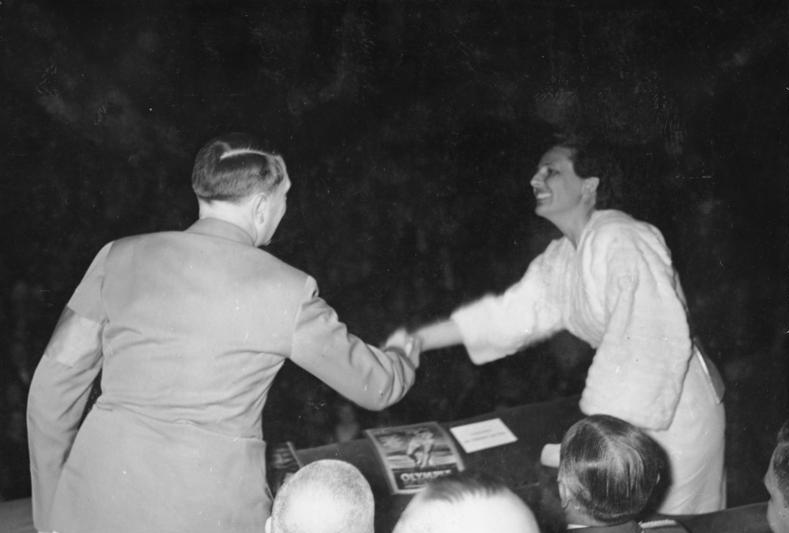
アドルフ・ヒトラーと手を取り合うリーフェンシュタール（1938年）。

リーフェンシュタールはベルリンの貧しい家庭に生まれた。1923年、表現ダンスのダンサーとしてデビュー。一時はドイツ舞踏界を代表するスターと注目されたが、ダンスのステージで膝を負傷して舞踏家の道を断念した。
次に映画界に転身し、女優になった。山岳映画の主人公を演じ、映画女優としての成功を得た後の1932年、初の監督と主演をつとめた映画『青の光』がヴェネツィア国際映画祭で銀賞を受賞、独特の映像スタイルで映画監督としての地歩を固めた。

### ナチス・ドイツ時代
ナチスが政権を獲得した1933年、リーフェンシュタールの才能を高く評価したアドルフ・ヒトラー直々の依頼により、ニュルンベルク党大会の映画、『信念の勝利』を監督した。翌1934年には『意志の勝利』（1935年）を撮影した。この映画は国外でも高い評価を受け、1937年のパリ国際博覧会で金メダルを獲得した。さらに、国際オリンピック委員会のオットー・マイヤーから依頼を受けて撮影したベルリンオリンピック（1936年）の記録映画『オリンピア』でヴェネツィア映画祭最高賞（ムッソリーニ杯）を受賞した。
リーフェンシュタールはその自伝において、『意志の勝利』や『オリンピア』撮影中に、彼女を好ましく思わないヨーゼフ・ゲッベルス宣伝相によって執拗に妨害されたと記している。しかし公式記録にこうした妨害をうかがわせる記録は一切残っていない。また自伝には『オリンピア』撮影中にゲッベルスがあまりに執拗に妨害を行ったために、ヒトラーがオリンピック映画撮影の部署を宣伝省から外し、総統直轄としたという記述もあるが、そのような措置が執られたという記録は存在せず、リーフェンシュタールとの契約からその後の担当まですべて宣伝省が行っている。
第二次世界大戦勃発後の1940年から1944年までは映画『低地』の撮影を行っているが、完成したのは戦後の1954年になってからであった。
リーフェンシュタールは最後までナチス党員になることはなかった。しかし、ナチズムに協力した映画監督としては最も著名であったことで、生涯にわたって非難を浴び続けることになる。

### 戦後
第二次世界大戦後、リーフェンシュタールはアメリカ軍とフランス軍によって逮捕され、精神病院に収監されるが、非ナチ化裁判においては「ナチス同調者だが、戦争犯罪への責任はない」との無罪判決を得て釈放された。
その後も西ドイツ国内外のジャーナリズムからナチズム同調への批判を受け続けたが、そのたびに裁判を起こし、結果そのすべてに勝訴したとしている。しかし『レニ・リーフェンシュタールの嘘と真実』（スティーブン・バック著）によると、それは彼女が回想録などで作り上げた伝説にすぎず、敗訴した例もあるという。戦前から準備を進めていた劇映画『低地』は、映画監督ヴィットリオ・デ・シーカと詩人のジャン・コクトーから熱狂的な賛辞を贈られたものの、興行的には失敗した（エキストラにナチスの強制収容所に収容されていたロマ達を起用したことも非難された）。その後もリーフェンシュタールを監督に据えた映画の企画が何度か持ち上がったものの、その度に批判を受けたため映画配給会社から敬遠され、全てお蔵入りとなった。以降も政治的な批判、また「ヒトラー（ゲッベルス）の元愛人」というような流言まで飛び交い、ナチス協力者というレッテルとそれによる非難に苛まれ、失意の日々を過ごした。
1962年、旅行先のスーダンでヌバ族に出会い、10年間の取材を続け1973年に10カ国でその写真集『ヌバ』を出版、写真家としてセンセーショナルな再起を遂げる。同年、年齢を若く申請し実際は71歳でスクーバダイビングのライセンスを取得し水中写真に挑戦し2冊の写真集をつくった。ところが、『ヌバ』でその撮影手法がナチスと関連しているなどという批判も再び行われた。

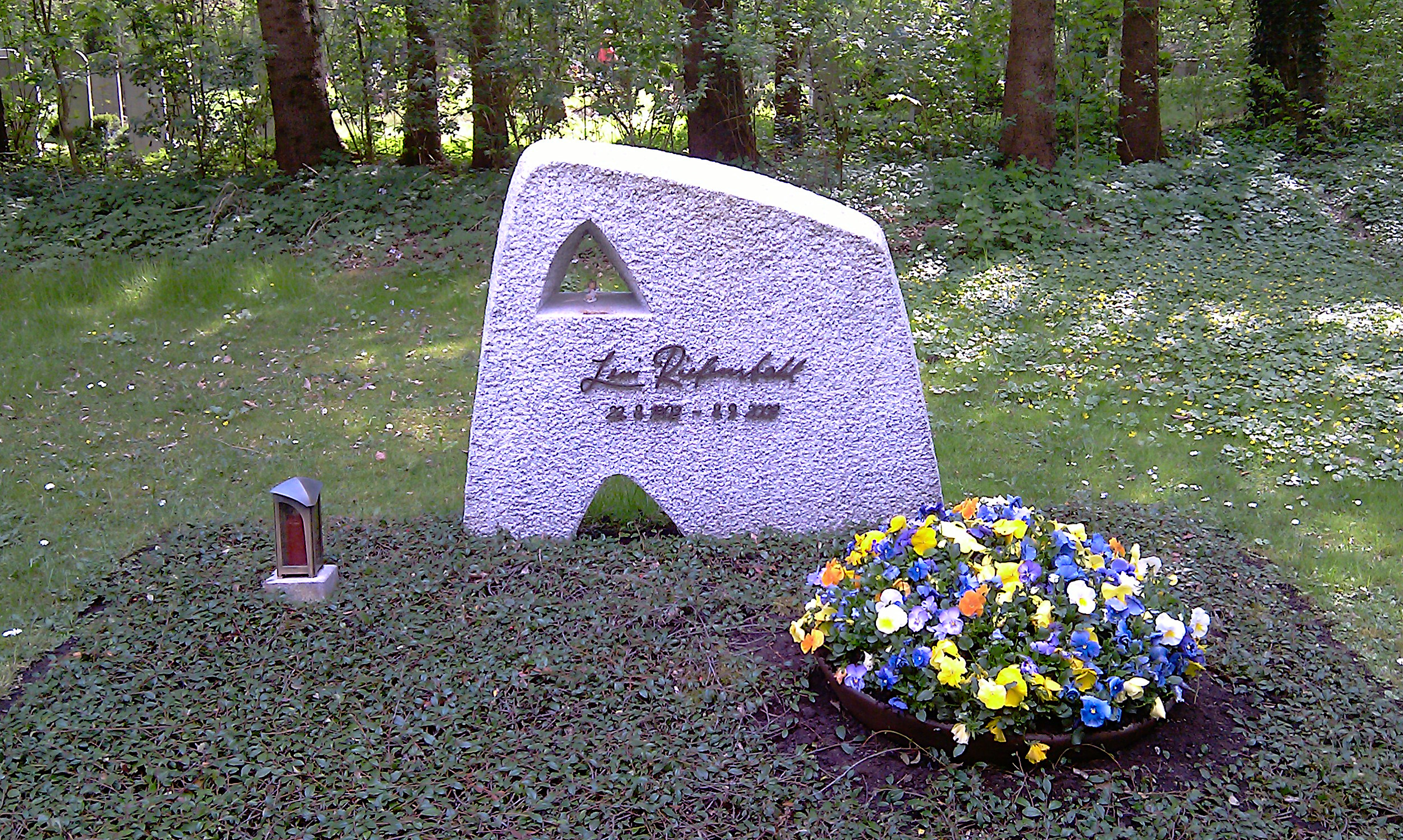
リーフェンシュタールの墓

リーフェンシュタールは晩年もアフリカを何度も訪問していたが、2000年、98歳の時に訪れた内戦中のスーダンで、搭乗していたヘリコプターが攻撃を受け墜落する事件に遭った。リーフェンシュタールは負傷したものの一命を取り留めている。100歳を迎えた2002年には、『ワンダー・アンダー・ウォーター 原色の海』で現役の映画監督として復帰し、これが生涯で最後の映画作品となった（世界最年長のダイバー記録でもある）。その翌年の2003年、リーフェンシュタールは長年助手を務めたホルスト・ケトナーと結婚し、最期は彼に看取られて101歳で死去した。ケトナーの談話によれば、自然に鼓動が止まる安らかな死を迎えたという。リーフェンシュタールの映画人としての手腕は評価されており、『意志の勝利』、『オリンピア』で駆使された映像技術はのちの映画撮影に影響を与えた。音楽界ではローリングストーンズのミック・ジャガーが、レニの映画のファンであることが知られている。

## 年譜
- 1914年 少女が車の下敷きになる事故を目撃。これをきっかけに「この世界で悪が善よりも強いものならば、とっくに善をくいつくしてしまっているだろう。それなのに自然はこんなに美しい。春は繰り返しやってくる。自分は人生に向かって『ヤー（はい）』と言おう」「たとえ何が起ころうと、人生を肯定して生きよう」という自分の生き方を確立した。
- 1917年 メルヘン小説に没頭
- 1918年 高等女学校卒業、ダンス学校に入学
- 1919年 ターレの寄宿学校入学
- 1921年 いったん家出するが父の許可が出てロシアのバレエ教師に弟子入り
- 1923年 父の資金提供でベルリン公演。ほとんど満席で、一夜にして有名になり欧州各都市で公演。実家を出てアパートを借りる。婚約
- 1925年 『聖山』撮影開始
- 1926年 『聖山』封切り
- 1930年 『モンブランの嵐』封切り
- 1931年 『白銀の乱舞』撮影開始、『青の光』製作のためにレニ・リーフェンシュタール・スタジオ・フィルム会社設立。ロケハン開始
- 1932年 『青の光』封切り、ヒトラーに手紙を出し、面会する
- 1933年 『雪と水の闘い』出版。『信念の勝利』封切り（12月1日）
- 1934年 『意志の勝利』製作用に社名変更『党大会映画会社』。撮影
- 1935年 『意志の勝利』封切り。国民の映画賞を受賞
- 1936年 ベルリンオリンピック大会を撮影
- 1938年 『オリンピア』封切り、うち『民族の祭典』がヴェネツィア国際映画祭で外国映画最高賞（ムッソリーニ杯）
- 1939年 『ペンテレージア』製作着手。ドイツ軍の戦争報道員として従軍しポーランドへ
- 1940年 『低地』製作着手
- 1942年 『低地』スタジオ撮り終了
- 1943年 キッツビューエルの家に疎開。映画を完成させようと努力
- 1944年 ヒトラーとの最後の対面
- 1945年 アメリカ軍により逮捕、釈放。フランス軍により逮捕、証拠として私物の接収。釈放。以後、逮捕・釈放、精神病院収容・退院を繰り返す
- 1948年 非ナチ化審査機関でナチス構成員ではなかったとの判決（12月1日）

## 評価

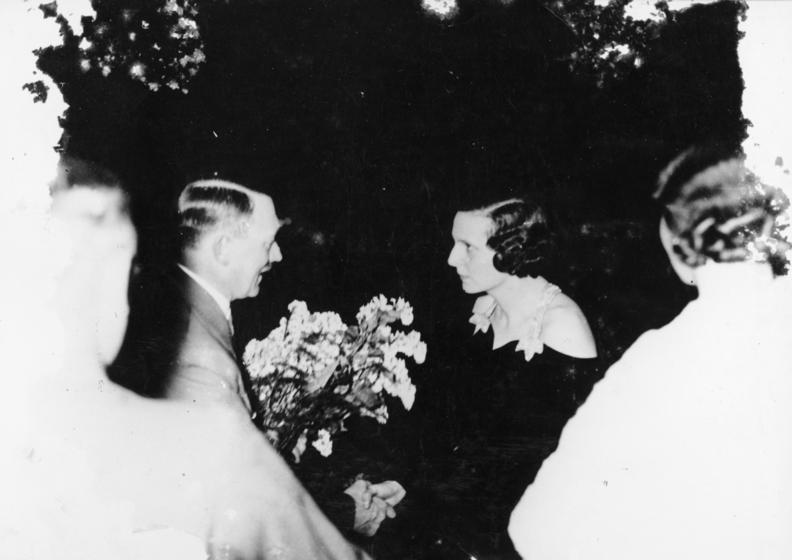
ヒトラーとリーフェンシュタール（1934年）。

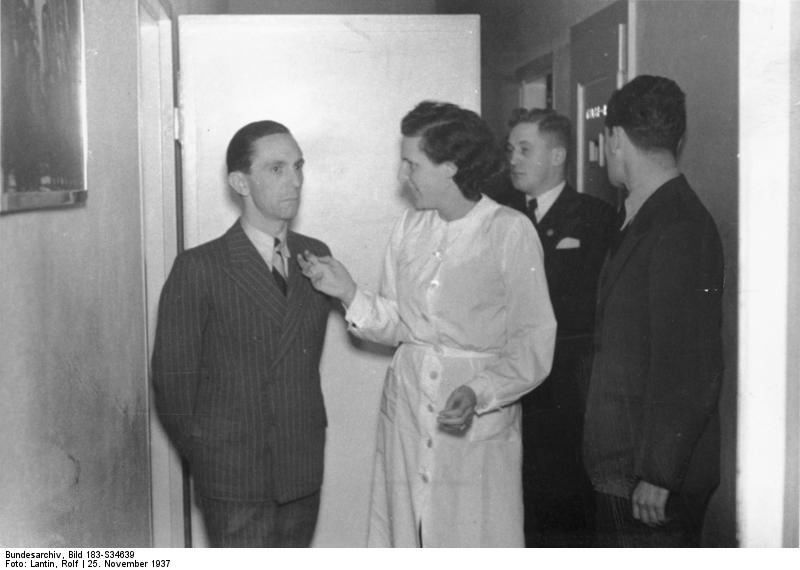
ゲッベルスとリーフェンシュタール（1937年）。

一方で、ナチスや党首脳部との関係を問う声も根強い。リーフェンシュタールのキャリアの全盛期は言うまでもなくナチス政権下にあった時代であり、リーフェンシュタール自身は当時撮った映画について「ありのままを撮った映画」、「芸術のため」と弁明している。しかし『意志の勝利』は、アルベルト・シュペーアが演出し、ヒトラーや党幹部の演説をふくめたニュルンベルク党大会の様子を映像化したものであるが、ヒトラーの出演時間は映像の3分の1、音声では5分の1を占めていた。宣伝省はこの映画を「国民の映画」に認定し、割引や動員圧力を用いて市民や党員に観覧するようキャンペーンを行った。
リーフェンシュタールは、「当時はほとんどのドイツ人がそうであったように、自分もヒトラーに熱狂していた」としている。しかしリーフェンシュタールの1932年の日記にはヒトラーの演説を見て強い感銘を受け、『我が闘争』を読んだという記述があり、政権獲得以前からナチスの思想に親近感を持っていたことがうかがえる。またユダヤ人への迫害や近隣諸国への軍事恫喝を進めていたナチスの指導部を批判したという証拠も見当たらない。またヒトラーの要請をうけての『信念の勝利』『意志の勝利』『オリンピア』の撮影は強制されて行われたことではなく、リーフェンシュタール自身の意思でナチスに協力したことはほぼ間違いない。党員でこそなかったものの、終始党の指導者たちと親密な関係をとり続けていた。ヒトラーもリーフェンシュタールを特筆すべき4人の女性の一人としてあげているなど、極めて高い評価を与えていた。
リーフェンシュタールは最後まで自身がナチスと関わった事に罪や責任はないと主張した。ドキュメンタリー映画『レニ』でのインタビューでは、「一体どう考えたらいいのです？どこに私の罪が？『意志の勝利』を作ったのが残念です。あの時代に生きた事も。残念です。でもどうにもならない。決して反ユダヤ的だったことはないし、だから入党もしなかった。言って下さい、どこに私の罪が？私は原爆も落とさず、誰をも排斥しなかった…」と語っている。
100歳記念のパーティーを伝えるメディアも冷ややかな態度で臨み、戦後の学者の間でも「野心家で真実を知らなかったにしても、従順なナチスの協力者として活動し、結局他人の意見に耳を貸すことなく生涯を終えた」という意見が多い。
現在のドイツでも、リーフェンシュタールの評価は「軽率すぎる」、「政治に無関心であったとされることを考慮に入れるべき」、「政治に無関心であったとしているが、ナチスやその指導者たちを自らのキャリアのために利用した」など賛否が大きく分かれている。

## 作品一覧

### 出演作品
（監督についての表記がないものはリーフェンシュタール本人監督）
- 1926年 『聖山』（Der Heilige Berg） アーノルト・ファンク監督
- 1927年 『大いなる跳躍』（Der Große Sprung） アーノルト・ファンク監督
- 1928年 『ハープスブルク家の運命』（Das Schicksal derer von Habsburg） ルードルフ・ラッフェ監督
- 1929年 『死の銀嶺』（Die Weiße Hölle vom Piz Palü） アーノルト・ファンク、ゲオルク・ヴィルヘルム・パープスト監督
- 1930年 『モンブランの嵐』（Stürme über dem Montblanc） アーノルト・ファンク監督
- 1931年 『白銀の乱舞』（Der Weiße Rausch - Neue Wunder des Schneeschuhs） アーノルト・ファンク監督
- 1932年 『青の光』（Das Blaue Licht）
- 1933年 『S・O・S氷山』（S.O.S. Eisberg） アーノルト・ファンク監督（アメリカ版では共同監督としてテイ・ガーネット）
- 1954年 『低地』（Tiefland）
- 2000年 『アフリカへの想い』（Ein Traum von Afrika/Her Dream of Africa） レイ・ミュラー、ラインハルト・クルース監督

### 監督作品
- 1932年 『青の光』（Das Blaue Licht）
- 1933年 『信念の勝利』（Sieg des Glaubens）
- 1935年 『意志の勝利』（Triumph des Willens）
- 1935年 『自由の日』（Tag der Freiheit - Unsere Wehrmacht）
- 1938年 『オリンピア』（Olympia）
  - 第1部 『民族の祭典』（Fest der Völker）
  - 第2部 『美の祭典』（Fest der Schönheit）
- 1954年 『低地』（Tiefland）
- 2002年 『ワンダー・アンダー・ウォーター 原色の海』（Impressionen unter Wasser）

### 主な著作、写真集など
（ドイツ、アメリカ・イギリス以外の出版物およびリプリントは除く）
- 1933年 Kampf in Schnee und Eis, Leipzig：Hesse & Becker
- 1937年 Schönheit im Olympischen Kampf, Berlin：Im Deutschen Verlag
- 1973年 Die Nuba, München：Paul List Verlag
- 1974年
  - The Last of the Nuba, New York：Harper & Row
  - The People of Kau, New York：Harper & Row
- 1976年 Die Nuba von Kau, München：Paul List Verlag
- 1978年
  - Korallengärten, München：Paul List Verlag
  - Coral Gardens, New York：Harper & Row
- 1982年
  - Mein Afrika, München：Paul List Verlag
  - Vanishing Africa, New York：Harmony Books
  - Leni Riefenstahl's Africa, London：Collins / Harvill
- 1987年 Memoiren, München：Albrecht Knaus Verlag
- 1990年 Wunder unter Wasser, München：Herbig Verlagsbuchhandlung
- 1992年 The Sieve of Time, London：Quartet Books
- 1993年 A memoir, New York：St. Martin's Press
- 1994年 Olympia Leni Riefenstahl, New York：St. Martin's Press
- 2002年 Olympia, Köln, Taschen
- 2003年 Africa, Köln, Taschen

### 日本語訳文献
- 『NUBA ヌバ』（写真集）パルコ出版局、1980年 ISBN 4-89194-048-4
- 『ヌバ 遠い星の人びと』（福井勝義訳、写真集）新潮文庫、1986年、ISBN 4-10-222901-9
- 『回想』（椛島則子訳、自伝）文藝春秋、上：ISBN 4-16-345900-6、下：ISBN 4-16-345910-3、1991年
  - 1995年7月に文春文庫、上：ISBN 4-16-725413-1、、下：ISBN 4-16-725414-X
- 『Leni Riefenstahl life レニ・リーフェンシュタール ライフ』 （石岡瑛子編 写真集）求龍堂、1992年。ISBN 4-7630-9123-9

## 書籍
- グレン・インフィールド 『レニ・リーフェンシュタール 芸術と政治のはざまに』 喜多迅鷹・喜多元子訳、リブロポート、1981年。
- スーザン・ソンタグ Under the Sign of Saturn, 1980 冨山太佳夫訳 『土星の徴しの下に』 晶文社、1982年／みすず書房、2007年 ISBN 4-622-07323-4
  - エッセイ「ファシズムの魅力」（Fascinating Fascism）を所収

- 平井正 『レニ・リーフェンシュタール 20世紀映像論のために』 晶文社、1999年。ISBN 4-7949-6408-0

- 瀬川裕司 『美の魔力 レーニ・リーフェンシュタールの真実』 パンドラ、2001年。ISBN 4-7684-7818-2
- ライナー・ローター 『レーニ・リーフェンシュタール 美の誘惑者』瀬川裕司訳、青土社、2002年。ISBN 4-7917-5991-5
- スティーヴン・バック 『レニ・リーフェンシュタールの嘘と真実』野中邦子訳、清流出版、2009年 ISBN 4-86029-299-5

## 関連映像作品
- ドキュメンタリー「狂気の生贄」 第二部「悲劇の美人監督レニ・リーフェンシュタール」
- 1992年 ドキュメンタリー「メディアと権力」 第一部「大衆操作の天才・ゲッベルス」 イギリスBBC製作の＜本作品紹介のホームページ＞
  - 政治宣伝のあるべき姿について、やがて激しく対立したレニとゲッベルスの大きな相違点を判り易く解説している。
- 1993年 映画『レニ』レイ・ミュラー監督、ドイツ／ベルギー、パンドラ（→中野理惠）配給
- 2000年 映画『アフリカへの想い』（Leni Riefenstahl-Ihr Traum von Afrika） レイ・ミュラー監督、ドイツ